# Débats-Rivière-d'Orpra
Débats-Rivière-d'Orpra is een plaats en voormalige gemeente in de Franse gemeente Solore-en-Forez in het departement Loire in de regio Auvergne-Rhône-Alpes. De voormalige gemeente telt 135 inwoners (2005). De plaats maakt deel uit van het arrondissement Montbrison.

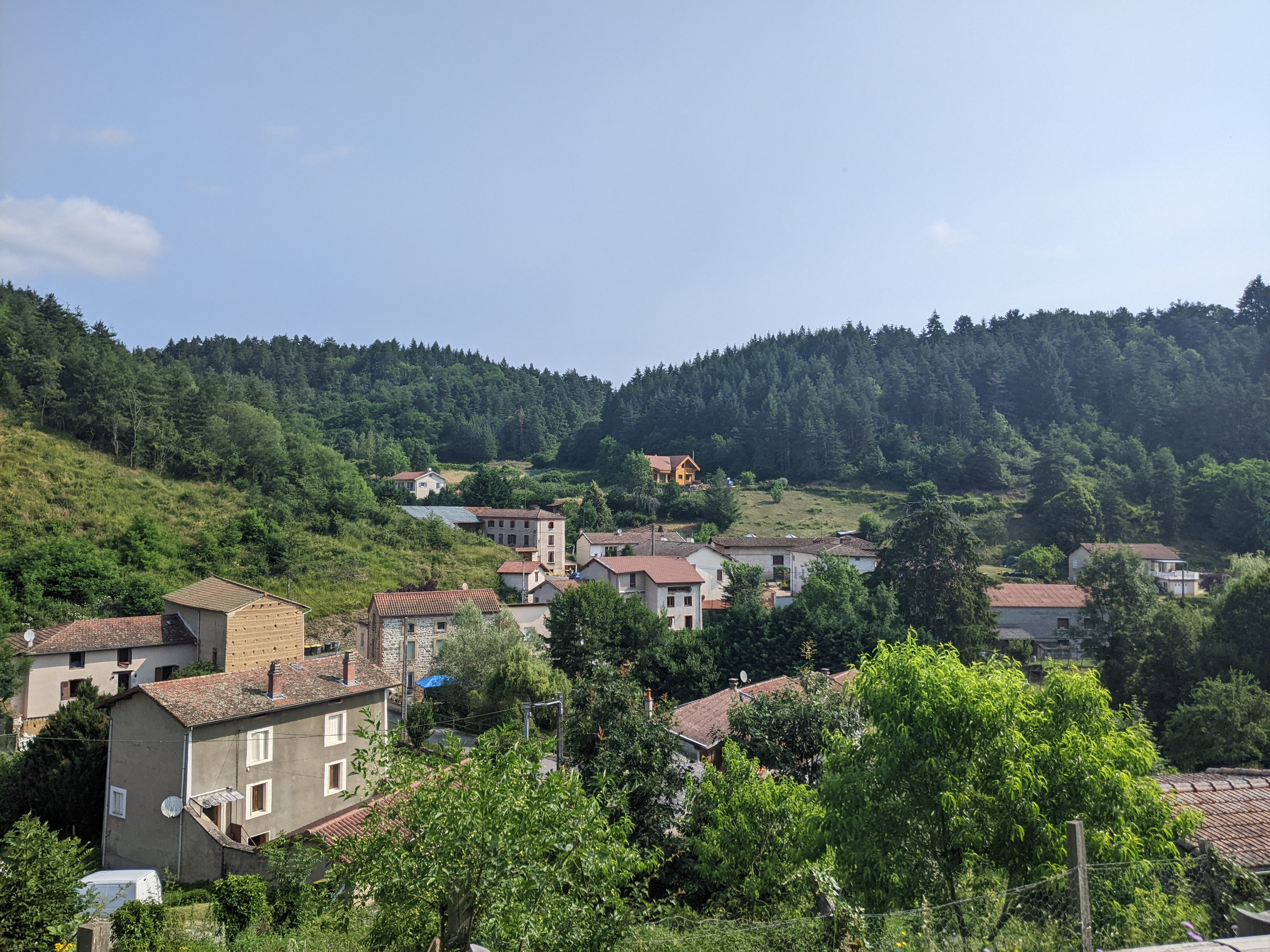
Zicht op gehucht Ligeay

## Geschiedenis
De plaats heeft geen dorpskern, enkel een paar kleine gehuchtjes. De 18de-eeuwse Cassinikaart toont hier de gehuchtnamen le Martel, Lisay en le Pra. De gronden waren afhankelijk van Saint-Laurent en Solore. De oudste vermelding van de latere gemeentenaam gaat terug tot 1776 als Les Débats et les Rivières d'Orpra in de Almanach de Lyon.
Op het eind van het ancien régime eind 18de eeuw, toen de gemeenten werden gecreëerd, werden de gehuchten afgesplitst in een gemeente Débats-Rivière-d'Orpra.
Op 1 januari 2025 fuseerde de gemeenten met L'Hôpital-sous-Rochefort en Saint-Laurent-Rochefort tot de commune nouvelle Solore-en-Forez, waardoor deze plaatsen die tot voor de Franse Revolutie samen hoorden weer werden verenigd.

## Geografie
De oppervlakte van Débats-Rivière-d'Orpra bedraagt 3,4 km², de bevolkingsdichtheid is 39,7 inwoners per km². De voormalige gemeente bestaat hoofdzakelijk uit de aaneengesloten gehuchtjes Ligeay, le Martel en le Pras.
De onderstaande kaart toont de ligging van Débats-Rivière-d'Orpra met de belangrijkste infrastructuur en aangrenzende gemeenten.

## Demografie
Onderstaande figuur toont het verloop van het inwonertal.
Deelgemeenten: Débats-Rivière-d'Orpra · L'Hôpital-sous-Rochefort · Saint-Laurent-Rochefort

Overige plaatsen: Bruchet · Chardenat · Chazalles Bas · Chazalles Haut · Collet · Lestra · Ligeay · le Martel · le Pras · Rochefort · Serre · Vorgère